# Dove è sempre sole
Dove è sempre sole è un brano musicale dei Modà, contenuto nel loro quinto album in studio Gioia, pubblicato nel 2013. La canzone è stata successivamente pubblicata in una nuova versione nella riedizione dell'album, intitolata Gioia... non è mai abbastanza!, e pubblicata come singolo il 16 maggio 2014.
La nuova versione del brano vede la collaborazione di Pau Donés dei Jarabedepalo, che già partecipò con la sua band a un singolo dei Modà registrando Come un pittore, del 2011.

## Descrizione
Parlando del brano, Pau Donés disse: 

## Video musicale
Le prime indiscrezioni sulla realizzazione di un nuovo video da parte della band arrivano già da aprile 2014, quando i Modà cominciano a pubblicare parti di alcune riprese fatte su un fiume e in montagna sui principali social network.
All'annuncio ufficiale dell'uscita del singolo sul loro sito ufficiale, i Modà hanno anche affermato che in breve tempo verrà pubblicato un video ufficiale del brano, che dicono "sarà senz'altro un'altra bella sorpresa".
Il video viene successivamente pubblicato il 30 maggio 2014 sul canale YouTube ufficiale del gruppo. Diretto da Gaetano Morbioli e girato tra le sponde del Mincio e il Parco delle cascate di Molina, vede diverse scene alternate tra loro, nelle quali i Modà eseguono il brano in un ambiente di campagna, una ragazza riesce a farsi dare dei passaggi dagli strumentisti del gruppo e Pau Donés canta sulla riva del mare. Alla fine del video la ragazza arriva vestita in abito matrimoniale a una cerimonia all'aperto, dove Kekko Silvestre la aspetta per sposarla.

## Classifiche
| Classifica (2014) | Posizione massima |
| ----------------- | ----------------- |
| Italia            | 19                |